# Carlos Pérez Siquier
Carlos Pérez Siquier (Almeria, 1930 - Almeria, 13 de setembre de 2021) fou un fotògraf espanyol, considerat un dels pioners de l'avantguarda fotogràfica a Espanya i Premi Nacional de Fotografia en 2003. Fou acadèmic supernumerari de la Reial Acadèmia de Belles Arts de Nostra Senyora de les Angoixes de Granada.

## Obra
La seva obra personal s'inicià en la dècada del 1950, quan realitzà la seva primera sèrie fotogràfica a l'humil barri de la Chanca. La seva mirada, d'interès antropològic, registrà els costums, paisatges i estris dels seus habitants, reflectint la dignitat de la pobresa en un auster blanc i negre. Durant aquest temps -de 1956 a 1963- dirigí al costat de José María Artero l'Agrupació Fotogràfica d'Almeria, la revista de la qual, Afal, recollí l'obra i les inquietuds d'un grup de joves: Ramon Masats, Ricard Terré, Gabriel Cualladó, Francisco Ontañón, Xavier Miserachs, Paco Gómez, Alberto Schommer i Oriol Maspons. Junts constituïren l'avantguarda d'aquell moment i esdevindrien després grans mestres de la fotografia espanyola. El contacte amb ells i amb els nous valors es mantingué a través dels cinc anuaris d'Everfoto que entre 1973 i 1980 dirigí amb Artero.
L'aventura acabà el 1963 i començà per a ell una nova etapa, canvià de format i de registre, adoptant el color. Continuà amb el seu treball d'empleat bancari, però per la seva ferma decisió de romandre a Almeria lluny dels centres editorials i de premsa es veié privat de seguir desenvolupant la seva carrera en aquests àmbits i acceptà, a partir de 1965, treballar com a agent lliure per al Ministeri de Turisme espanyol. Aprofità aquestes incursions pel litoral per realitzar aquest treball i paral·lelament registrà les imatges de la seva sèrie «La platja», que el tornà a situar en la primera fila de la innovació fotogràfica 20 anys després.
Tal com escrigué Martin Parr l'any 2007 a l'exposició "Color abans del color" de la Hasted Hunt Gallery de Nova York, amb la participació de Pérez Siquier al costat d'altres cinc fotògrafs europeus: «La fotografia en color va tenir un primerenc reconeixement a Europa, però com no hi havia institucions artístiques potents ni exposicions importants, eren poc conegudes». A partir de l'exposició "Pérez Siquier", comissariada per Laura Terré per a la Fundació "la Caixa", amb catàleg de Lunwerg i que recorregué diverses províncies, la seva activitat es tornà incessant.
En la seva següent sèrie, a la qual denominà "Color del Sud", aparegueren les característiques que feren inconfusibles les seves imatges: color saturat, selecció fragmentària de la realitat, pocs elements i relacionats per lleis compositives, ironia, humor surrealisme, joc amb el sistema perceptiu humà... com explicità en el títol d'una de les seves exposicions, "Paranys per a incauts". El registre es fa sense cap suport tècnic -fotòmetre, trípode o flaix-; sols l'ull i la mà de l'artista. Té obra en les col·leccions permanents del Museu Nacional Centre d'Art Reina Sofia, de les fundacions Telefònica, "la Caixa" i Foto Colectania i de les col·leccions Cualladó i Ordóñez-Falcó, així com al Centre Atlàntic d'Art Modern de Las Palmas i de la Reial Acadèmia de Belles Arts de Granada. Com a representant de la fotografia espanyola, participà en diverses edicions de la Fira Internacional d'Art Contemporani de Madrid (ARCO).